# Pedaliodes costipunctata
Pedaliodes costipunctata är en fjärilsart som beskrevs av Gustav Weymer 1911. Pedaliodes costipunctata ingår i släktet Pedaliodes och familjen praktfjärilar. Inga underarter finns listade i Catalogue of Life.